# ディス・イズ・ジ・エンド 俺たちハリウッドスターの最凶最期の日
『ディス・イズ・ジ・エンド 俺たちハリウッドスターの最凶最期の日』（原題: This Is the End）は、2013年にアメリカで公開された災害映画のパロディ的なSFファンタジーコメディ映画。

## 概要
コメディアンのセス・ローゲンと、ローゲンと長年コンビを組んできた脚本家のエヴァン・ゴールドバーグの監督デビュー作。
ローゲン以外の出演者は、ジェームズ・フランコ、ジョナ・ヒル、ジェイ・バルチェル、ダニー・マクブライド、クレイグ・ロビンソン、マイケル・セラ、エマ・ワトソンら。聖書の「ヨハネの黙示録」が到来した終末世界において、それぞれ「喜劇的に誇張された自分自身」の役を演じている。
原作は、2007年にYoutubeに予告編が公開された短編映画、Jay and Seth versus the Apocalypse（ジェイソン・ストーン監督、エヴァン・ゴールドバーグ＆ジェイソン・ストーン脚本、ローゲン＆バルチェル出演）。
日本では劇場未公開で、2014年5月2日にDVDが発売された。

## ストーリー
ジェイ・バルシェルは、旧友で仲間のカナダ人俳優セス・ローゲンを訪ねるためにカナダからロサンゼルスに到着し、ジェームズ・フランコ主催の新築祝いのパーティに招待される。そこで、ジェイは混雑したパーティに落ち着かなかったので、セスはタバコを買いにジェイをコンビニに連れて行く。携挙（けいきょ）が起こり、セスとジェイはフランコの家に逃げ戻り、パーティ参加者には何も起こらなかったことを知る。地震が起こり、群衆が外に飛び出すと、フランコの庭に陥没穴が開いているのを目撃する。パーティ参加者や有名人たちは次々と穴に落ちていき、セス、ジェイ、フランコ、ジョナ・ヒル、クレイグ・ロビンソンの5名はフランコの家に戻り、携帯電話もネットも繋がらないなか、テレビのニュースで地震でロサンゼルスの大部分が破壊されたのを知る。5人は持ち物のリストを作り、話し合いをし、窓に板を張り、助けを待つ。
呼ばれてもないのにパーティーに参加して酔って風呂場で寝ていたダニー・マクブライドは、翌朝一番に目を覚まし、危機を知らなかったためグループの食料と水の多くを無駄にしてしまう。彼は他のメンバーが前夜の出来事について話すことを信じない中、助けを求めた外にいた男が見えない生き物に首をはねられる。話し合う6人の中で、この惨事がヨハネの黙示録で予言されている審判の日かもしれないというジェイの考えに対する他のメンバーの懐疑など、様々な意見の衝突により緊張が高まる。そんな中、エマ・ワトソンが助けを求めてフランコの家に戻るが、聞こえてきた6人の男たちの会話で彼らが自分をレイプしようとしていると思い込み、グループの残りの飲み物を持って去ってしまう。
くじ引きで負けたクレイグはフランコの地下室から水のボトルを取り出そうとするが、ドアは施錠されていた。外に出ると正体不明の存在に遭遇し、ジェイの仮説を信じるようになる。ジェイとセスは外に出るのではなく床を掘って地下室にある水のボトルを見つけるが、夕食の時にダニーは自分勝手な理由から貴重な水を無駄にしてしまい、他の者たちはダニーを家から追い出すことを決める。去る前にダニーは、ジェイは2か月前からロサンジェルスに来ていたが、幼友達であるセスと上手くいってなかったので、2ヶ月間ホテルに泊まっていたことを明かす。その夜、ジョナはジェイの死を祈り、悪魔に取り憑かれる。クレイグとジェイが食料を探しに隣人の家に向かうと悪魔の牛に襲われ、セスとフランコも取り憑かれたジョナに襲われる。悪魔の牛から逃げてきたジェイとクレイグは、セスとフランコと共にジョナを制圧し、ベッドに縛り付ける。ジェイが悪魔祓いをしようとした際、ジェイとセスは喧嘩になり、蝋燭を倒して火事になりジョナと家を巻き込んで燃えてしまい、残った4名は外に追い出される。
フランコはマリブの自宅まで自車のプリウスで行こうと提案するが、車の前に悪魔サタンが現れる。クレイグは自らを犠牲にして他の人たちが車に乗れるようにしたら、善人となって天国に召される。残った3人は無私の行為をすることで自分たちは救われることに気づく。マリブへ向かう途中、3人はダニーとその性奴隷であるチャニング・テイタムが率いる人食い人種に襲われる。フランコは自ら犠牲になることを申し出ると、彼を天国に引き寄せ始める青い光線が現れる。しかし、フランコはダニーを嘲笑し侮辱したため光線は消え、ダニーと他の人食い人種は彼を生きたまま食べてしまう。その間にセスとジェイは逃げ出し、自分たちを食べようとする巨大化したサタンに遭遇する。ジェイがセスに犠牲になることを告げると、青い光線が当たって昇天しはじめるので、セスの手をつかむが、セスの存在が彼らを天国に昇ることを阻む。セスはジェイに自分を置き去りにして自分を犠牲にするように願うと、別の光線がセスの周囲に現れ昇天しはじめ、意図せず巨大なサタンを破壊してしまう。
天国でセスとジェイはクレイグと再会し、そこではどんな願いも叶うと告げられる。ジェイがバックストリート・ボーイズに会いたいと願うと、バックストリート・ボーイズが現れ、「エヴリバディ (Everybody (Backstreet's Back)) 」を歌って皆で踊る。

## キャスト
※すべて本人役、括弧内は日本語吹替
- セス・ローゲン（乃村健次）
- ジェームズ・フランコ（植野行雄（デニス））
- ジョナ・ヒル（アントニー（マテンロウ））
- ジェイ・バルシェル（関智一）
- クレイグ・ロビンソン（天田益男）
- ダニー・マクブライド（相沢まさき）
- エマ・ワトソン（須藤祐実）
- マイケル・セラ
- ミンディ・カリング
- デヴィッド・クラムホルツ
- クリストファー・ミンツ＝プラッセ
- リアーナ（御沓優子）
- マーティン・スター
- ポール・ラッド
- ジェイソン・シーゲル
- チャニング・テイタム（北田理道）
- ケヴィン・ハート
- アジズ・アンサリ
- バックストリート・ボーイズ
- エヴァン・ゴールドバーグ
- その他の日本語吹き替え‐須藤翔/大林洋平/菅原雅芳/近藤浩徳/田尻浩章/小林未沙/上別府仁資/福井美樹/吉田麻実/北村謙次